# Michael W. Bader
Michael W. Bader (* 26. Dezember 1952 in Göppingen) ist ein deutscher Unternehmer.

## Werdegang
Bader studierte Germanistik und Politikwissenschaften unter anderem bei Martin Greiffenhagen in Stuttgart. Er ist Vorstand der Stiftung Media, der Nachfolgeorganisation der Stiftung der IG Dritter Weg. Im Achberger Kreis um Wilfried Heidt engagierte er sich für die Gründung der Partei Die Grünen.
Am 30. September 1979 wurde Bader auf dem Gründungsparteitag der baden-württembergischen Grünen in den Landesvorstand gewählt, dem er bis 1980 angehörte. Danach arbeitete er am Aufbau grüner Bildungsarbeit und war ab Gründung 1980 bis 1995 der 1. Vorsitzende der E.-F.-Schumacher-Gesellschaft (1985 umbenannt in Gesellschaft für politische Ökologie, 1996 wiederum umbenannt in Heinrich-Böll-Stiftung Baden-Württemberg).
Sein besonderes Interesse gilt der Entwicklung und dem Aufbau neuer Wirtschafts- und Unternehmensformen, die er nicht zuletzt im Rahmen des Achberger Kreises als „Unternehmensverband der Aktion Dritter Weg“ gemeinsam mit Wilfried Heidt, Lukas Beckmann, Peter Schata, Rudolf Saacke, Johannes Stüttgen, Joseph Beuys, Jochen Abeling auf den Weg brachte.

## Veröffentlichungen
- Jenseits von Kapitalismus und Kommunismus. Theorie und Praxis des Wirtschaftsmodells der Achberger Schule. Berliner Wissenschafts-Verlag, Berlin 2016. ISBN 978-3-8305-3682-6
- mit Wolf-Dieter Hasenclever: Einheit in der Vielfalt. Zur Gründung der Grünen in Baden-Württemberg. In: Winne Hermann und Wolfgang Schwegler-Rohmeis (Hrsg.): Grüner Weg durch schwarzes Land. 10 Jahre Grüne in Baden-Württemberg. Edition Erdmann im K. Thienemanns Verlag, Stuttgart 1989, ISBN 3-522-62680-X, S. 34–39.
- Kriterien der Selbstverwaltung. In: Contraste – Zeitung für Selbstverwaltung. Sondernummer, September 1985, ISSN 0178-5737, S. 10–12.
- Wirtschaft ohne Macht und Gier. Perspektiven einer postkapitalistischen Wirtschaftsordnung. Mit einem Essay von Gerhard Schuster zum Verhältnis von Demokratie und Wirtschaft, Oekom Verlag, München 2022.